# Don Pullen
Don Pullen (ur. 25 grudnia 1941 w Roanoke, zm. 22 kwietnia 1995 w East Orange) – amerykański pianista jazzowy i organista, kompozytor, aranżer, producent muzyczny, lider zespołów. Nad własnym stylem gry pracował przez całą swą karierę, komponował utwory zaliczane do bluesa, bebopu i jazzu nowoczesnego.

## Życiorys

### Lata młodzieńcze
Don Gabriel Pullen dorastał w Roanoke. Wychowywał się w rodzinie utalentowanej muzycznie, gry na instrumentach klawiszowych uczył się już od młodych lat. Grał na organach w kościele, akompaniując chórowi w swojej parafii. Jako młody muzyk był pod dużym wpływem swego kuzyna, Clyde’a "Fatsa" Wrighta, który był zawodowym pianistą jazzowym. Otrzymał kilka lekcji gry z zakresu muzyki poważnej, o jazzie wiedział niewiele, głównie zajmował się muzyką kościelną i bluesem. Wyjechał z rodzinnej miejscowości, aby uczyć się na Uniwersytecie Johnsona C. Smitha w Karolinie Północnej. Rozpoczął studia medyczne, ale nie rozstał się z instrumentem. Grał z miejscowymi muzykami, a nawet brał udział w sesji nagrań jednego ze znanych jazzmanów. Wkrótce potem przerwał studia i zdecydował się całkowicie poświęcić muzyce.

### Początki kariery (1964–1972)
W 1964 przez parę tygodni przebywał w Chicago, odkrywając Muhala Richarda Abramsa i jego idee związane z graniem muzyki. Później wyjechał do Nowego Jorku, gdzie wkrótce dołączył do awangardowego saksofonisty Giuseppi Logana. Towarzyszył mu na fortepianie podczas nagrywania dwóch jego albumów (The Giuseppi Logan Quartet z 1964 i More z 1965 – oba w stylu free jazzu). Mimo dobrej gry Logana, krytycy muzyczni bardziej zainteresowali się właśnie nieznanym Donem Pullenem, oraz perkusistą, którym był Milford Graves. Konsekwencją tego było powstanie nowego duetu: Pullen – Graves. W maju 1966 dali koncert na Uniwersytecie Yale. Występ został zarejestrowany, a następnie wydany na dwóch LP przez niezależną wytwórnię SRP (Self Reliance Project), założoną przez samych wykonawców. To był debiut Pullena jako lidera; dla Gravesa druga płyta, na której widniało jego nazwisko. Wydawnictwo to w Stanach nie było za dobrze znane, za to w Europie albumy zostały przyjęte bardzo przychylnie (większość nakładu sprzedała się właśnie tam, ale reedycji nie było). Zarobiwszy trochę pieniędzy na graniu awangardowego jazzu Pullen, pragnąc wzbogacić swój warsztat pracy, zaczął grać na organach Hammonda. Założył własne trio i występował z nim w klubach i barach, starając się przetransponować swój dotychczas wypracowany styl gry na fortepianie na język organów. Do końca lat 60. i na początku 70. grał ze swoim trio, pracował jako aranżer dla różnych wytwórni płytowych oraz jako akompaniator wielu różnych piosenkarzy (m.in. byli to: Arthur Prysock, Irene Reid, Ruth Brown, Jimmy Rushing czy Nina Simone). W 1972 Pullen przez krótki czas był członkiem Art Blakey's Jazz Messengers.
Opinia krytyków na temat Pullena często bywała mocno zróżnicowana. Do końca swego życia spotykał się z zarzutem kopiowania sposobu grania Cecila Taylora. Pianista twierdził, że było to tylko powierzchowne podobieństwo i że jego styl ukształtował się na długo przed tym, jak usłyszał Taylora. Jednak te opinie pojawiają się po dziś dzień.
Przez długi czas Pullen nie brał udziału w żadnych sesjach nagraniowych, dopiero w 1971 i 1972 kilka razy pojawił się podczas rejestrowania materiału muzycznego dla saksofonisty altowego Charlesa Williamsa. Jeden z tych albumów ma tytuł kompozycji Pullena – Trees And Grass And Things, drugim była płyta zatytułowana po prostu Charles Williams.

### Współpraca z Charlesem Mingusem (1973–1975)
W 1973 perkusista Roy Brooks poznał Pullena z Charlesem Mingusem. Po krótkim przesłuchaniu Pullen został pianistą w jego grupie. Kiedy liderowi potrzebny był saksofonista tenorowy Pullen z kolei zarekomendował George’a Adamsa, a gdy powrócił perkusista Dannie Richmond skład się ustabilizował i – wraz z trębaczem Jackiem Walrathem – powstał ostatni wielki zespół Charlesa Mingusa.
Dzięki grze w zespole Mingusa, dużej ilości wspólnych koncertów oraz trzem nagranym z nim płytom (Mingus Moves w 1973, Changes One i Changes Two w 1974) Pullen zdobył uznanie jako pianista i udowodnił krytykom, że nie jest "muzykiem grającym tylko free jazz". Dwie jego kompozycje "Newcomer" i "Big Alice" zostały nagrane podczas sesji do Mingus Moves, ale "Big Alice" nie została umieszczona na albumie (pojawiła się dopiero wiele lat później, na CD wydanym jako reedycja). W 1975, kiedy różnice muzyczne pomiędzy Pullenem a liderem grupy nabierały coraz większego znaczenia, Pullen opuścił zespół.

### Nowy lider: Pullen (1975–1979)
Pullen zawsze grał z basistą i perkusistą – taki skład był dla niego optymalny i dawał mu poczucie komfortu. Jednak na początku 1975 zdecydował się na solowy występ w Toronto. Koncert został zarejestrowany i wydany przez wytwórnię Sackville jako Solo Piano Album. Była to pierwsza solowa płyta Pullena. Nagrał na niej m.in. utwór "Sweet (Suite) Malcolm", który Cameron Brown – długoletni muzyczny partner Pullena w późniejszym okresie – nazwał arcydziełem
Talent Pullena zdobywał coraz większe uznanie, ale to dopiero w Europie znalazły się wytwórnie płytowe gotowe rejestrować – i wydawać – jego muzykę. W 1975 włoska wytwórnia złożyła propozycję Pullenowi, George’owi Adamsowi i Dannie'mu Richmondowi. Każdy z nich dostał możliwość nagrania własnej płyty (z pozostałymi dwoma jako muzykami towarzyszącymi). W tym samym roku Pullen nagrał we Włoszech kolejne dwa solowe albumy: Five to Go (Horo) i Healing Force (Black Saint), z których drugi zdobył sporą popularność. Od tego czasu Pullen dołączył do wielu amerykańskich jazzmanów odbywających regularne sezonowe trasy po Europie, grając awangardowy jazz nowoczesny lub free jazz.
W 1977 pianista podpisał kontrakt płytowy z jedną z głównych wytwórni amerykańskich: Atlantic Records. Dzięki temu powstały dwa albumy: Tomorrow’s Promises i koncertowy Montreux Concert. Jednak wkrótce potem kontrakt został rozwiązany, a Pullen znowu nagrywał płyty dla europejskich wytwórni: Warriors i Milano Strut w 1978 i The Magic Triangle w 1979. Wszystkie trzy, a zwłaszcza Warriors z trwającym 30 minut tytułowym utworem, przez wiele lat były w ciągłej sprzedaży.
W tym czasie nagrywał też jako członek grup prowadzonych przez perkusistę Billy’ego Harta, saksofonistę barytonowego Hamieta Bluietta, kontrabasistę Cecila McBee, perkusistę Sunny’ego Murraya i basistę Marcello Melisa. Pullen był też w pierwszym składzie zorganizowanej przez Charlesa Mingusa formacji – Mingus Dynasty i razem z nim nagrywał Chair In the Sky w 1979, ale wkrótce potem opuścił zespół, czując że tworzona przez niego muzyka zbyt odbiegała od pierwotnych zamierzeń Mingusa.

### George Adams / Don Pullen Quartet (1979–1988)
Pod koniec 1979 Pullen, Adams i Richmond zostali zaangażowani na kilkutygodniowe tournée po Europie. Ponieważ mieli grać jako kwartet, Pullen zaprosił do zespołu basistę Camerona Browna. Odrzucili propozycję, by na afiszach anonsować ich jako "grupę Mingusa". Nie chcieli by uznawano ich za naśladowców i występowali jako George Adams/Don Pullen Quartet. Grali muzykę, która zawierała mniej improwizacji niż chciałby to Pullen, ale bardzo dobre relacje pomiędzy poszczególnymi członkami grupy spowodowały, że zespół objechał cały świat w niezmienianym składzie. Trwało to aż do śmierci Dannie Richmonda na początku 1988. W latach 1979 – 1985 nagrali płyty dla kilku europejskich wytwórni (zarówno albumy studyjne jak i koncertowe). Najbardziej charakterystyczne wydawnictwa zespołu z tego okresu to: Earth Beams (1980), Live at The Village Vanguard (1983) i Decisions (1984).
Byli popularni i wysoko cenieni w Europie, ale w Stanach muzycy kwartetu nie byli zbyt dobrze znani. Podpisali więc umowę z wytwórnią Blue Note Records, dla której nagrali: Breakthrough (1986) i Song Everlasting (1987). Wielkie nadzieje, związane z płytami dla Blue Note (a widoczne choćby po tytule pierwszej płyty) rozwiały się wobec bardzo nikłego zainteresowania odbiorców. Energetyczne występy na żywo ugruntowały ich sławę jednego z najbardziej ekscytujących zespołów jazzowych, ale muzyka zarejestrowana na ostatnich albumach uważana była za zbyt delikatną (w porównaniu do tej jaką grali w Europie). Dopiero po latach dokonania zespołu zostały docenione.
Po śmierci Danniego Richmonda zespół dopełnił swych zobowiązań kontraktowych z innym perkusistą i rozwiązał się w połowie 1988. Ich muzyka, najczęściej komponowana przez Pullena, Adamsa i Richmonda oscylowała pomiędzy bluesem, poprzez ballady do post bopu i awangardy. Talent i umiejętności muzyków, którzy swobodnie poruszali się wewnątrz tych wszystkich gatunków (często w obrębie jednej kompozycji) pozwalały przełamywać wszelkie ograniczenia związane z formułą jazzowego kwartetu. Z wyjątkiem wczesnych nagrań dla wytwórni Horo, ich europejskie albumy nagrywane dla Soulnote i Timeless były regularnie wznawiane, czego niestety nie można powiedzieć o płytach, które powstały dla Blue Note. W czasie działalności kwartetu, Pullen nagrał też w duecie z Georgiem Adamsem album Melodic Excursions (1982) oraz dwa kolejne albumy solowe: Evidence Of Things Unseen (1983) i Plays Monk (1984). Później, w składzie pięcioosobowym, nagrał dla Black Saint dobrze przyjęte The Six Sense (1985). Nagrywał też razem z takimi muzykami jak: Hamiet Bluiett, Roy Brooks (perkusista, dzięki któremu znalazł się w zespole Mingusa), Jane Bunnett, Kip Hanrahan, Beaver Harris, Marcello Melis i David Murray.
Wszystkie późniejsze nagrania Pullena dokonywane były dla Blue Note. 16 grudnia 1988 znalazł się w studiu razem z basistą Garym Peacockiem i perkusistą Tonym Williamsem. Powstał wtedy pierwszy album Pullena zrealizowany w trzyosobowym składzie. New Beginnings. Pullen powtórzył takie przedsięwzięcie w 1990, kiedy to również trio, ale w innym składzie (z basistą Jamesem Genusem i perkusistą Lewisem Nashem zarejestrowało płytę w nieco lżejszym stylu – Random Thoughts.

### African Brazilian Connection i ostatnie lata (1990–1995)
Pod koniec 1990 Pullen wzbogacił swoją grę i muzykę organizując formację nazwaną African Brazilian Connection (ABC). Grupę tworzyli: Don Pullen, saksofonista altowy Carlos Ward, basista Nilson Matta oraz perkusjoniści Guilherme Franco i Mor Thiam. Muzyka jaką grali była mieszanką afrykańskich i latynoskich rytmów oraz jazzu. Ich pierwszy album Kele Mou Bana ukazał się w 1991. Kolejny, zdecydowanie odmienny Ode To Life z 1993 dedykowany był George’owi Adamsowi, który zmarł 14 listopada 1992. Album zawierał m.in. poświęconą Adamsowi kompozycję Pullena "Ah George We Hardly Knew Ya". Trzecią płytą było Live...Again nagrane w lipcu 1993 podczas Montreux Jazz Festival, ale wydane dopiero w 1995. Płyta zawierała utwory z poprzedniego wydawnictwa, ale w odmiennych i rozszerzonych wersjach. African Brazilian Connection w porównaniu do poprzednich zespołów był sporym sukcesem Pullena (również komercyjnym). W 1993 Ode To Life było na piątym miejscu listy Top Jazz Album amerykańskiego tygodnika Billboard.
Przez pięć ostatnich lat swego życia Pullen koncertował ze swoim trio, z ABC i jako solista, ale swoich solowych występów już nie rejestrował. Jako muzyk sesyjny był oceniany bardzo wysoko i często bywał zapraszany do studia przez takich artystów jak: Jane Bunnett (album nagrany w duecie – New York Duets), Bill Cosby, Kip Hanrahan, David Murray (album Shakill's Warrior z 1991), Maceo Parker, Ivo Perelman i Jack Walrath. Brał też udział w koncertach (i nagrywał płyty) jako członek zespołu nazwanego Roots (tworzonego przez saksofonistów Arthura Blythe'a, Nathana Davisa, Chico Freemana i Sama Riversa, z Pullenem przy fortepianie, kontrabasistą Santi Debriano i perkusistą Tommym Campbellem).
Ostatnim przedsięwzięciem Pullena był pomysł połączenia muzyki jego African Brazilian Connection (który powiększył się o puzonistę Josepha Bowiego) z chórem i bębnami rdzennych Amerykanów. Mimo swoich korzeni (jego babka ze strony ojca była pół-Indianką, prawdopodobnie z plemienia Cherokee) Pullen zajął się muzyką Indian amerykańskich dość późno, dopiero w lipcu 1992
W 1994 u Pullena zdiagnozowano raka (chłoniaka), jednak – kosztem wielkiego wysiłku – nadal pracował nad ukończeniem kompozycji. Na początku marca 1995 nagrywał swoją ostatnią płytę Sacred Common Ground (razem z Chief Cliff Singers, zespołem Indian szczepu Kootenai z Elmo, w stanie Montana). Było to na kilka tygodni przez jego śmiercią. Świadomy faktu, iż nie będzie mógł zagrać podczas premierowego wykonania koncertowego, na krótko przed śmiercią przekazał swoje wskazówki innemu pianiście D.D. Jacksonowi. Zmarł w East Orange (New Jersey) 22 kwietnia 1995.
Pullen skomponował wiele utworów, które były muzycznymi portretami lub wspomnieniami o ludziach, których w życiu spotkał (wszystkie zostały wydane przez jego własną firmę Andredon). Najbardziej znane są: "Big Alice" (dla nieistniejącej fanki), "Double Arc Jake" (dla swojego syna Jake’a  i Rahsaana Rolanda Kirka czy "Ah George We Hardly Know Ya" (dla George’a Adamsa). Czasami pisał też utwory o podłożu religijnym ("Gratitude" czy "Healing Force") albo mające zwrócić uwagę na sytuację Afroamerykanów ("Warriors", "Silence=Death" czy "Endangered Species: African American Youth"). Po zabójstwie działacza ruchu afroamerykańskiego Malcolma X Pullen skomponował suitę dedykowaną pamięci Malcolma X. Utwór jednak jest bardzo rozbudowany i jego wykonanie wymaga udziału wielu muzyków, więc najczęściej nagrywana jest tylko partia fortepianowa. Oprócz albumu Plays Monk, Pullen niemal wyłącznie nagrywał na swoich płytach swoje własne kompozycje (do czasu powstania African Brazilian Connection). Wiele jego utworów znalazło się na albumach George Adams/Don Pullen Quartet. Inni muzycy też korzystają z jego kompozycji, jednak zwykle są to artyści, którzy go znali i razem z nim występowali.
W hołdzie dla Don Pullena David Murray i D.D. Jackson nagrali album Long Goodbye. A Tribute to Don Pullen (1998), jemu dedykowany i zawierający jego kompozycje. Innymi muzykami, którzy napisali utwory poświęcone artyście byli: Jane Bunnett, Cameron Brown i Myra Melford.
W 2005 wytwórnia Mosaic Records wydała zestaw czterech długo niewznawianych albumów Blue Note: Breakthrough i Song Everlasting Don Pullen/George Adams Quartet oraz New Beginning i Random Thoughts nagranych przez trio Pullena.

## Dyskografia

### Jako lider
- 1975 Five to Go
- 1975  Piano Solo
- 1976 Healing Force (Black Saint)
- 1976 Capricorn Rising (Black Saint)
- 1977 Tomorrow’s Promise
- 1977 Montreux Concert
- 1978 Warriors (Black Saint)
- 1979 Milano Strut
- 1980 Don't Lose Control, kwartet z Adamsem
- 1980 All that Funk (Palcoscenico Records), kwartet z Adamsem
- 1980 More Funk (Palcoscenico), kwartet z Adamsem
- 1981 Earth Beams, kwartet z Adamsem
- 1981 Lifeline, kwartet z Adamsem
- 1982 Melodic Excursions, kwartet z Adamsem
- 1983 Live at the Village Vanguard (Vol. 1), kwartet z Adamsem
- 1984 Live at the Village Vanguard (Vol. 2), kwartet z Adamsem
- 1984 City Gates, kwartet z Adamsem
- 1984 Decisions, kwartet z Adamsem
- 1984 Plays Monk
- 1984 Evidence of Things Unseen
- 1985 The Sixth Sense
- 1986 Breakthrough, kwartet z Adamsem
- 1987 Song Everlasting, George Adams – Don Pullen Quartet
- 1988 JazzBühne Berlin, George Adams – Don Pullen Quartet
- 1989 New Beginnings
- 1990 Random Thoughts
- 1991 Fundamental Destiny, z Art Ensemble of Chicago, wyd. 2007; AECO
- 1992 Kele mou bana, African Brazilian Connection
- 1993 Ode to Life, African Brazilian Connection
- 1993 Live…Again, African Brazilian Connection, wyd. 1995
- 1994 Sacred Common Ground

### Jako muzyk sesyjny
- 1965 Giuseppi Logan : The Giuseppi Logan Quartet
- 1965 Giuseppi Logan: More Giuseppi Logan
- 1965 Milford Graves : In Concert at Yale University (Volume 1)
- 1966 Milford Graves : Nommo (Volume 2)
- 1974 Charles Mingus : Mingus Moves
- 1974 Charles Mingus : Mingus at Carnegie Hall
- 1974 Charles Mingus : Changes One
- 1974 Charles Mingus : Changes Two
- 1975 George Adams : Suite for Swingers
- 1975 George Adams : George Adams
- 1975 Dannie Richmond : Dannie Richmond
- 1976 Hamiet Bluiett : Resolution
- 1977 Billy Hart : Enhance
- 1977 Sam Rivers : Black Africa
- 1977 Hamiet Bluiett : Orchestra Duo and Septet
- 1977 Sunny Murray : Apples Cores
- 1977 David Murray : Penthouse Jazz (Volume 1)
- 1977 David Murray : Holy Siege on Intrigue (Volume 2)
- 1977 David Murray : Flowers for Albert
- 1977 James Blood Ulmer : Revealing
- 1978 Marcello Melis : Free to Dance
- 1979 Hamiet Bluiett : SOS (I’m Possible to Kept)
- 1979 Cecil McBee : Alternate Spaces
- 1979 Joseph Jarman : Magic Triangle
- 1979 Charles Mingus Dynasty : Chair in the Sky
- 1980 Beaver Harris : A Well-kept Secret
- 1980 Beaver Harris : Negcaumongus
- 1982 Marcello Melis : Angedras
- 1983 Roy Brooks : Duet In Detroit
- 1985 David Murray : Children
- 1985 George Adams : Live at Montmartre
- 1986 Hamiet Bluiett : Live at Carlos I
- 1986 Hamiet Bluiett : Live at Carlos I (another night)
- 1989 Jane Bunnett : In Dew Time
- 1989 Jane Bunnett : New York Duets
- 1990 Maceo Parker : Roots Revisited
- 1990 John Scofield : Live 3 Ways
- 1991 David Murray : Shakill's Warrior
- 1991 Roots: Salutes the Saxophone
- 1992 Roots: Stablemates
- 1992 Ivo Perlman : Children of Ibeji
- 1992 Jane Bunnett : Live at Sweet Basil
- 1993 David Murray : Shakill's II
- 1994 Charles Mingus : Keystone